# Барсуки (Челябинская область)
Барсуки — деревня в Чебаркульском районе Челябинской области России. Входит в состав Травниковского сельского поселения.

## География
Деревня находится в центральной части Челябинской области, в лесостепной зоне, на левом берегу реки Коелги, вблизи места впадения в неё реки Камбулат, на расстоянии примерно 19 километров (по прямой) к юго-востоку от города Чебаркуль, административного центра района. Абсолютная высота — 274 метра над уровнем моря.
Часовой пояс
Деревня Барсуки, как и вся Челябинская область, находится в часовой зоне МСК+2. Смещение применяемого времени относительно UTC составляет +5:00.

## Население
| 2002 | 2010 |
| ---- | ---- |
| 261  | ↘224 |

Гендерный состав
По данным Всероссийской переписи населения 2010 года в гендерной структуре населения мужчины составляли 49,6 %, женщины — соответственно 50,4 %.
Национальный состав
Согласно результатам переписи 2002 года, в национальной структуре населения русские составляли 86 %.

## Улицы
Уличная сеть деревни состоит из шести улиц.